# Anomalie magnétique de Koursk

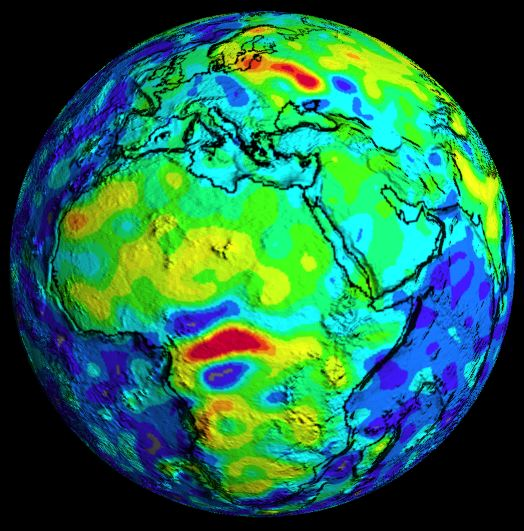
L'anomalie magnétique de Koursk (carte de la NASA dressée à partir des enregistrements satellites Magsat, OGO-2, OGO-4 et OGO-6). En Afrique centrale se trouve l'anomalie magnétique dite de Bangui ou en Centrafrique.

Pour les articles homonymes, voir Koursk (homonymie).
L'anomalie magnétique de Koursk  (en russe : Курская магнитная аномалия), en abrégé AMK, est une zone particulièrement riche en minerais de fer située en Russie dans les oblasts de Koursk, Belgorod et Orel. C'est le plus grand gisement de minerai de fer de l'ex-URSS. L'AMK représente une partie importante de la région centrale des terres noires au sol particulièrement fertile (tchernoziom) et se situe dans le bouclier ukrainien.
L'AMK a été découverte à la fin du XVIIIe siècle par l'académicien et astronome russe Piotr Inokhodtsev alors qu'il relevait les cartes du territoire pour les statistiques générales de Russie (ru) (Генеральное межевание) à la demande du gouvernement de l'Empire russe, (1773). L'AMK est considérée comme la plus importante anomalie magnétique de la planète.

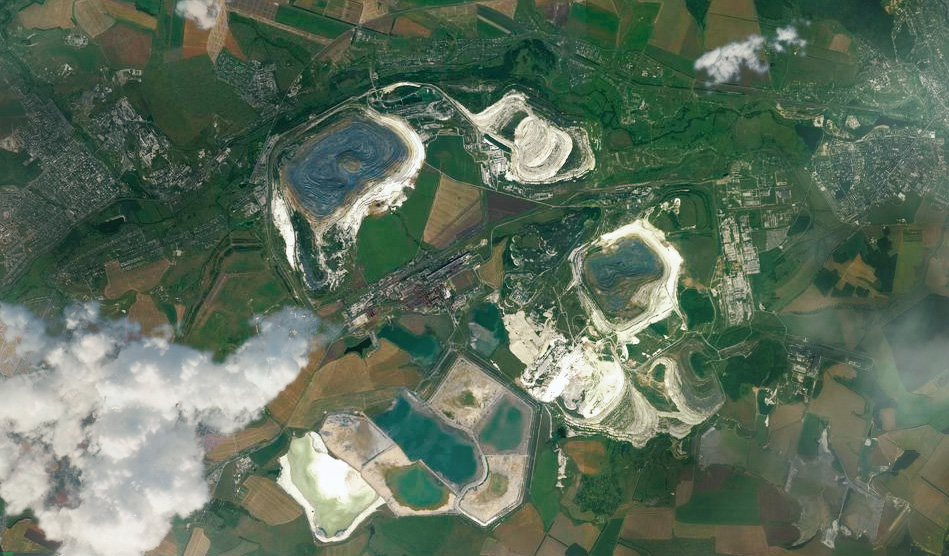
Mines Lebedinsky et Stoilensky pour l'extraction du minerai de fer (sombre). A gauche se trouve la ville de Goubkine, à droite se trouve la ville de Stary Oskol.

De riches gisements de minerai de fer ont été découverts dans la région vers 1931, mais un premier puits avait été creusé dès 1923 : ils sont répartis sur une superficie d'environ 120 000 km2. Les minerais sont constitués de magnétite présents dans des quartzites de roches métamorphiques et des granitoïdes précambriens. On estime les réserves de quartzites ferreux à 25 milliards de tonnes comportant une proportion de 32-37 % de fer et à 30 milliards de tonnes comportant une proportion de 52-66 % de fer. L'extraction du minerai est faite dans des mines à ciel ouvert (Stolenskoïe, Lebedinskoïe, Mikhaïlovskoïe) et des mines souterraines (Korobkovskoïe). L'AMK représente en 2007 la moitié de la production de fer de la Russie.
Les principales mines sont situées près des agglomérations de Jeleznogorsk, Goubkine, Stary Oskol et Lipetsk.